# Амбарьян, Ваган Мисакович
Ваган Мисакович Амбарьян (1928, Ростов-на-Дону, Ростовская область) — сын полка, гвардии ефрейтор. Награждён медалями «За оборону Сталинграда» и «За боевые заслуги».

## Биография
Родился Ваган Амбарьян в 1928 году в городе Ростове-на-Дону. В годы Великой Отечественной войны Ваган в четырнадцать лет стал сыном полка, он находился в расположении 108 армейского полевого авто-хлебозавода (апахз) 5-й гвардейской танковой армии с 20 августа 1942 года. Юный участник Великой Отечественной войны в полку соблюдал дисциплину, был ответственным и любил трудиться. Ваган Амбарьян был писарем, кладовщиком и военным почтальоном, в пекарне помогал печь хлеб для бойцов, быстро овладел личным боевым оружием. Получил воинское звание гвардии ефрейтор.
Ваган Мисакович Амбарьян является участником Сталинградской битвы, награждён медалью «За оборону Сталинграда».
Ваган Мисакович участвовал в боевых действиях: в 1942—1943 годах — Сталинградский фронт, 1943—1944 — Воронежский и 2-й Украинский фронт, в 1944 году — 3-й Белорусский фронт и 1-й Прибалтийский фронт, 1945 год — 2-й Белорусский фронт.
Сын полка Ваган Амбарьян в должности войскового почтальона 108 армейского полевого авто-хлебозавода в звании гвардии ефрейтор 5 июля 1945 года был награждён медалью «За боевые заслуги».
Дальнейшая судьба Вагана Мисаковича Амбарьяна неизвестна.